# 舞風 (駆逐艦)
|          |                                                                              |
| 艦歴     |                                                                              |
| 計画     | 1939年度（④計画）                                                            |
| 起工     | 1940年4月22日                                                                |
| 進水     | 1941年3月15日                                                                |
| 就役     | 1941年7月15日竣工                                                            |
| その後   | 1944年2月17日戦没                                                            |
| 沈没地点 | 北緯07度45分 東経151度20分 / 北緯7.750度 東経151.333度                       |
| 除籍     | 1944年3月31日                                                                |
| 性能諸元 |                                                                              |
| 排水量   | 基準：2,033トン                                                              |
| 全長     | 118.5m                                                                       |
| 全幅     | 10.8m                                                                        |
| 吃水     | 3.8m                                                                         |
| 機関     | ロ号艦本式缶3基 艦本式衝動タービン2基2軸 52,000馬力                          |
| 速力     | 35.0ノット                                                                   |
| 航続距離 | 18ノットで5,000浬                                                            |
| 乗員     | 239人                                                                        |
| 兵装     | 50口径三年式12.7センチ砲連装×3 25mm機銃連装×2 61cm魚雷発射管4連装×2 爆雷16個 |

舞風（まいかぜ/まひかぜ）は、大日本帝国海軍（日本海軍）の駆逐艦、陽炎型駆逐艦（一等駆逐艦陽炎型）の第18番艦である。ミッドウェー海戦では第4駆逐隊僚艦と共に南雲機動部隊旗艦/空母「赤城」を雷撃で処分した。1944年（昭和19年）2月、トラック諸島沖でアメリカ軍艦隊の砲撃によって戦没した（トラック島空襲）。

## 艦歴

### 竣工まで
④計画、仮称第114号艦として藤永田造船所で建造開始。1940年（昭和15年）4月22日起工。
1941年（昭和16年）2月5日、「舞風」と命名され、一等陽炎型として登録される。
同年3月15日進水。
日本海軍は4月10日附で、神風型駆逐艦7番艦「疾風」艦長、吹雪型駆逐艦5番艦「叢雲」艦長等を歴任した中杉清英中佐を、舞風艤装員長に任命する（後任の叢雲艦長は東日出夫少佐）。4月18日、藤永田造船所に艤装員事務所を設置。
7月15日竣工。同日附で艤装員事務所を撤去。中杉は制式に舞風駆逐艦長（初代）となる。同日附で横須賀鎮守府籍。
9月1日、陽炎型2隻（野分、舞風）は練習兼警備駆逐艦に指定。
10月31日附で2隻（野分、舞風）は第4駆逐隊に編入された。第4駆逐隊司令は有賀幸作大佐。

### 太平洋戦争緒戦
太平洋戦争開戦時、陽炎型4隻（野分、嵐、萩風、舞風）は、ひきつづき第4駆逐隊（駆逐隊司令有賀幸作大佐/戦艦大和沈没時艦長）を編制していた。4隻とも竣工したばかりの最新鋭艦である。4駆は第四水雷戦隊（司令官西村祥治少将：旗艦那珂）に所属しており、南方部隊本隊（指揮官近藤信竹中将/第二艦隊司令長官）に加わって南方作戦を支援する。
また1942年（昭和17年）2月にスターリング湾を出発してジャワ機動作戦、ベンガル湾機動作戦に参加する。第4駆逐隊第2小隊（指揮官井上良雄中佐/萩風駆逐艦長：萩風、舞風）は第1小隊（嵐、野分）と分離し、南雲機動部隊に所属してセイロン沖海戦に参加した。内地に帰還した後、第4駆逐隊はミッドウェー島攻略を目指す連合艦隊総力をあげた「ミッドウェー作戦」に参加した。
南雲忠一中将を司令長官とする南雲機動部隊には、護衛艦艇として第十戦隊（司令官木村進少将：旗艦長良、第10駆逐隊《秋雲、夕雲、巻雲、風雲》、第17駆逐隊《浦風、磯風、谷風、浜風》）が所属していた。第4駆逐隊4隻（嵐、野分、萩風、舞風）は第四水雷戦隊から引き抜かれる形で機動部隊警戒隊指揮官（第十戦隊司令官）の指揮下に入った。機動部隊輪形陣において第4駆逐隊は主力空母4隻（赤城、加賀、蒼龍、飛龍）直衛であり、本艦は空母「蒼龍」（第二航空戦隊）の左後方に位置していたという。日本時間6月5日午前7時20分以降、アメリカ軍機動部隊艦載機SBDドーントレス急降下爆撃機の攻撃により空母3隻（赤城、加賀、蒼龍）は大破炎上する。第4駆逐隊第2小隊（舞風、萩風）は空母「加賀」（第一航空戦隊）の乗員を救助した。中杉（舞風艦長）によれば、加賀沈没直前の爆発により1000mほど離れていた「舞風」の方位盤が故障したという。
加賀沈没後、2小隊（舞風、萩風）は空母「赤城」（第一航空戦隊）及び同艦救援中の第1小隊（嵐、野分）と合流する。山本五十六連合艦隊司令長官（戦艦大和座乗）より「赤城の処分まて」との電令があり、有賀司令（嵐座乗）は「今夜は赤城の警戒に任じ、敵艦来たらば刺違え戦法をもってこれを撃滅せんとす」と号令した。その後、改めて山本長官より赤城処分命令があった。6月6日現地時間午前4時40分、第4駆逐隊は嵐-野分-萩風-舞風の単縦陣となり赤城右舷に酸素魚雷を発射。萩風砲術長によれば、魚雷を発射したのは嵐・野分・萩風の3隻で「舞風」は発射しておらず、さらに「野分」の魚雷は不発だったという。「野分」の魚雷は爆発せず、嵐・舞風の魚雷が赤城艦橋附近で起爆したともいう。現地時間4時55分（日本時間午前2時）、「赤城」は沈没した。
その後、第4駆逐隊は赤城の生存者を戦艦「陸奥」（一部著作では榛名も含む）へ、加賀生存者を戦艦「長門」に引き渡した。次に、アリューシャン攻略作戦を支援するため、空母「瑞鳳」を護衛して北方海面に進出、6月9日附で第二機動部隊（龍驤、隼鷹等）に編入された。7月4日をもって作戦終了、7月12日内地着、13日呉入港。7月14日、第4駆逐隊は第四水雷戦隊から第十戦隊（司令官木村進少将：旗艦長良）に編入され、第四水雷戦隊には第27駆逐隊（時雨、白露、有明、夕暮）が加わった。

### 太平洋戦争中盤の戦い
1942年（昭和17年）8月7日、アメリカ軍はガダルカナル島とフロリダ諸島に上陸しガダルカナル島の戦いがはじまった。舞風以下第4駆逐隊はソロモン諸島へ進出、駆逐艦輸送作戦（鼠輸送）に従事する。8月18日、第4駆逐隊第1小隊（嵐、萩風）はガダルカナル島で空襲を受け「萩風」が損傷、戦線離脱を余儀なくされた。
一方、第4駆逐隊第2小隊（野分、舞風）は第十戦隊長良以下各艦と共に第三艦隊（司令長官南雲忠一中将、参謀長草鹿龍之介少将、旗艦翔鶴）に同行、8月24-25日の第二次ソロモン海戦参加した。第2小隊（野分、舞風）は第十一戦隊（比叡・霧島）の直衛であった。24日、2隻（霧島、舞風）はB-17の爆撃を受けるが至近弾であり、被害はなかった。本海戦で日本海軍は空母「龍驤」等を撃沈されて敗北し、トラック泊地に一時撤収する。
9月1日、「舞風」でジャイロコンパスの故障が発生、「野分」とは別行動になった。翌日、「舞風」は「筥崎丸」のショートランド回航を護衛した。
その後、2隻（野分、舞風）は最前線に進出した。
10月3日（日進、野分、舞風)、10月6日（浦波、敷波、野分、舞風、秋雲、巻雲）、10月9日（黒潮、親潮、早潮、龍田、野分、舞風）と鼠輸送を実施した。
10月26日、第4駆逐隊（嵐、舞風、野分）は駆逐艦6隻（第16駆逐隊《初風、雪風、天津風、時津風》、第17駆逐隊《浜風》、第61駆逐隊《照月》）と共に南太平洋海戦に参加する。第4駆逐隊（嵐、舞風）は第一航空戦隊の空母3隻（翔鶴、瑞鶴、瑞鳳）直衛、「野分」は補給部隊護衛艦としてアメリカ軍機動部隊艦載機と交戦した。戦闘で空母2隻（翔鶴、瑞鳳）、重巡2隻（筑摩、熊野）がそれぞれ損傷し、駆逐艦2隻（初風、舞風）は損傷空母2隻を護衛してトラック泊地へ向かった。
11月2日、駆逐艦部隊（第4駆逐隊《嵐、野分、舞風》、第17駆逐隊《谷風、浦風、浜風、磯風》、第10駆逐隊《秋雲》、第61駆逐隊《秋月》）は損傷艦艇（空母2隻《翔鶴、瑞鳳》、重巡2隻《熊野、筑摩》）を護衛してトラック泊地を出港、日本本土へ向かった。内地で整備修理後、12月1日に呉を出発。ふたたびソロモン海へ進出する。
12月7日、駆逐艦11隻による鼠輸送中に僚艦「野分」が航行不能となる損傷を受け、半年以上戦線を離脱する。「野分」は秋月型駆逐艦2番艦「照月」に護衛されつつ、夕雲型駆逐艦4番艦「長波」に曳航されてショートランド泊地まで退避した。「舞風」はショートランドに停泊中の「野分」をトラック泊地まで曳航した。
1943年（昭和18年）1月5日より、ラバウルからラエへ陸軍第51師団の一部などを輸送する十八号作戦に参加。これは「舞風」と第17駆逐隊（「谷風」、「浦風」、「浜風」、「磯風」）が「ぶらじる丸」、「妙高丸」、「くらいど丸」、「日龍丸」、「智福丸」を護衛するものであった。「舞風」は1月3日にラバウルに到着。船団は1月5日にラバウルから出発。船団は空襲を受け、1月7日に「日龍丸」が被弾沈没。「舞風」は救助活動を行なった。同日ラエ到着。ラエでも空襲を受け、「妙高丸」が被弾擱坐した。揚陸完了後、1月8日に船団はラエ発。1月10日、船団はアメリカ潜水艦「アルゴノート」の攻撃を受けた。上空を哨戒中の艦爆が潜水艦を爆撃し、続いて「舞風」が爆雷攻撃を行った。「アルゴノート」は突然艦首を海面から突き出し、それに対して「舞風」と「磯風」が砲撃を行い「アルゴノート」を撃沈した。同日、船団はラバウルに到着。
1月14日-15日、駆逐艦9隻（秋月《第十戦隊旗艦》、時津風、黒潮、谷風、浦風、浜風、磯風、舞風、嵐）で鼠輸送を実施、この任務中に第4駆逐隊司令駆逐艦「嵐」が被弾して内地修理を必要とする損傷を受け、勝見基中佐（谷風駆逐艦長）が戦死した。有賀司令は他駆逐隊からの応援を断り、4駆僚艦「舞風」に「嵐」の曳航を命じている。「嵐」はショートランド泊地を経てトラック泊地に移動した。
1月16日、第4駆逐隊司令駆逐艦は「舞風」になる。
1月23日、陽炎型2隻（磯風、舞風）はサンタイサベル島レカタ基地への輸送を実施。1月26日、3隻（磯風、舞風、喜山丸）でコロンバンガラ島への輸送を実施。
同時期、第十戦隊司令官木村進少将が旗艦「秋月」大破時（1月19日）に負傷したため、第二水雷戦隊司令官小柳冨次少将が1月21日附で第十戦隊司令官に任命された。その後、本艦はガダルカナル島撤退作戦（ケ号作戦）に参加した。「舞風」は有賀司令が座乗する第4駆逐隊司令艦としての参加である。
第1回作戦では、夕雲型駆逐艦5番艦「巻波」（第三水雷戦隊司令官橋本信太郎少将座乗）が中破して「長月」に曳航されて退避し、旗艦を「白雪」に変更後、作戦を続行した。撤退作戦は成功したが夕雲型2番艦「巻雲」が沈没した。
2月4日、日本海軍は駆逐艦2隻（五月雨、朝雲）等を増強して第2回撤収作戦を実施する。零戦29機（1機喪失1機不時着）の護衛に対し、アメリカ軍は戦闘機31機・爆撃機32機を投入（10機喪失）。午後2時、「舞風」はアメリカ軍機の攻撃を受け、至近弾により航行不能となった。二列縦隊の左側先頭を航行していたためにアメリカ軍機の標的になり、至近弾で右舷に傾斜、火災も発生したという。「舞風」は睦月型8番艦「長月」に曳航されてショートランド泊地に避退した。
なお第3回作戦では姉妹艦「磯風」が爆撃により大破。救援の為にまた「長月」が派遣されたが、「磯風」は「江風」に護衛され自力でショートランド泊地へ向かった。「舞風」は工作艦「長浦」の手で応急修理をおこなったのち、第16駆逐隊「雪風」と共に2月10日ショートランド泊地発、12日トラック泊地着。
2月13日、司令駆逐艦は「舞風」から「嵐」に変更。
2月20日、第4駆逐隊司令は有賀幸作大佐から杉浦嘉十大佐（太平洋戦争開戦時の第17駆逐隊司令）に交代した（有賀は3月1日より高雄型重巡洋艦3番艦鳥海艦長）。司令駆逐艦も修理を終えた「萩風」に変更となった。
3月6日、「舞風」は朝潮型駆逐艦3番艦「満潮」（同艦は第三次ソロモン海戦中に空襲で大破）を曳航する姉妹艦「浜風」（17駆）を護衛してトラック泊地を出発、3隻（舞風、浜風、満潮）はサイパンを経由して16日に横須賀へ到着した。17日より修理を開始する。
6月21日、第十戦隊司令官は小柳冨次少将から大杉守一少将に交代する。
6月22日、舞風駆逐艦長は、中杉中佐から萩尾力中佐に交代。萩尾は、初春型駆逐艦6番艦「夕暮」艦長、神風型6番艦「追風」艦長、吹雪型10番艦「浦波」艦長等を歴任していた。
7月23日、修理を終えて横須賀を出撃。トラックへ進出する。
8月6日、コロンバンガラ島輸送任務に従事していた駆逐艦4隻（萩風、嵐、江風、時雨）はレーダーを装備した米駆逐艦6隻に奇襲された。第4駆逐隊（萩風、嵐）と江風は一方的に撃沈され、第27駆逐隊司令駆逐艦「時雨」（司令原為一大佐座乗）のみ生還した（ベラ湾夜戦）。
9月5日、生還した杉浦司令は第4駆逐隊司令駆逐艦を「野分」に変更。
第4駆逐隊は2隻（野分、舞風）になったため、9月15日附で朝潮型駆逐艦6番艦「山雲」が第4駆逐隊に編入された。
9月19日、第4駆逐隊（舞風、野分）は空母「瑞鳳」を護衛してブラウン環礁(エニウェトク環礁)に進出し、アメリカ軍機動部隊の出現に備えた。しかしアメリカ軍機動部隊と直接交戦する事はなかった。10月22日、ラバウル方面への輸送作戦中に輸送船「栗田丸」が撃沈された。2隻（野分、舞風）は生存者を救助した。
11月17日、第4駆逐隊司令は杉浦嘉十大佐から磯久研磨大佐に交代した。杉浦大佐は12月1日より妙高型重巡洋艦4番艦「羽黒」艦長となり、同艦沈没時に戦死（ペナン沖海戦）。一方、磯久大佐は、駆逐艦長月・霞・磯風駆逐艦長を務めた経歴を持っている。
12月11日、第4駆逐隊（舞風、野分）は第三戦隊（金剛、榛名）を護衛してトラック出港、16日午前10時に佐世保へ到着した。2隻はただちに横須賀へ回航され、18日以降横須賀で待機した。
12月22日、磯久司令は司令駆逐艦を「舞風」に変更。第4駆逐隊の次の任務は、高雄型重巡洋艦2番艦「愛宕」の護衛任務であった。
1944年（昭和19年）1月4日、3隻（愛宕、舞風、野分）は横須賀を出港、9日トラック泊地に着いた。1月15日附で第4駆逐隊（舞風、野分）は南東方面部隊に編入され、ラバウル方面の輸送任務に従事した。
2月12日、2隻はトラック泊地帰投。第十戦隊所属の第17駆逐隊（浜風、谷風、浦風、磯風）は「舞風」と入れ違いでトラック泊地を去っていた。15日、第4駆逐隊3番艦「山雲」は輸送船「浅香丸」を護衛してトラック泊地を出発した。2月16日深夜、本土修理のためトラック泊地を出港した軽巡洋艦「阿賀野」が米潜水艦の雷撃で沈没。阿賀野救援に向かった軽巡洋艦「那珂」も空襲により撃沈された。トラック泊地に有力なアメリカ軍機動部隊が接近しつつあり、米潜水艦はその先鋒であった。

### トラック島空襲
1944年（昭和19年）2月17日、「舞風」は第4駆逐隊僚艦/姉妹艦「野分」と共に香取型練習巡洋艦1番艦「香取」、特設巡洋艦「赤城丸」を護衛（第4215船団）、内地帰還の予定だったがアメリカ軍機動部隊艦載機によるトラック島空襲に遭遇した。同泊地に停泊していた第27駆逐隊（時雨、春雨）は空襲警報下令と共に泊地北水道を通過、「時雨」が損傷したものの脱出に成功した。だが、同じ北水道を通過しながらも舞風達はのがれられなかった。
午前8時ごろ、空母ヨークタウンII飛行隊TBF アベンジャー雷撃機（爆弾装備）3機が「舞風」を攻撃し、3発命中を主張した。午前8時30分、空母エンタープライズのTBFが舞風の前部砲塔に爆弾1発命中、至近弾9を主張した。空母エセックス (USS Essex, CV-9)のTBFが艦中央部に爆弾1発の命中を主張。野分乗組員によれば、午前9時30分に「舞風」から機関室浸水航行不能と、第4駆逐隊司令（磯久研磨大佐）の野分移乗を求める通信があった。午前11時に「舞風」から発信された無電によれば、爆弾1発が左舷中央に命中して艦底まで貫通・機械室満水により航行不能となり、「野分」の曳航でトラック退避の予定であった。だが空襲が継続したため、「野分」が「舞風」を曳航する機会はなかった。この時点で「赤城丸」は沈没、「舞風」は航行不能、「香取」は大火災を起こしていた。
これら艦隊が航行不能に陥ったのを確認したレイモンド・スプルーアンス大将は航空機による攻撃を中断させ、自身が率いる艦で実艦射撃目標とすることにした。この艦隊はまず艦隊の針路上に出現した特設駆潜艇昭南丸（350トン）を「ニュージャージー」と駆逐艦が撃沈した。
午後12時10分（12時16分とも）、「舞風」、「香取」、「野分」はスプルーアンス大将自身が指揮し、機動部隊から分離された戦艦「ニュージャージー」《旗艦》、「アイオワ」、重巡洋艦「ミネアポリス」、「ニューオーリンズ」、駆逐艦4隻を水平線上に発見した。午後12時23分、まず戦艦アイオワが発砲し、12時25分に香取に対して着弾した。午後12時26分、「野分」は「舞風」に対する艦砲射撃を確認した。スプルーアンスはまず戦艦2隻（ニュージャージー、アイオワ）と駆逐艦2隻で健在の「野分」を追い掛け、残る艦に「香取」と「舞風」を攻撃するよう下令。「舞風」は集中砲撃を受けて船体が分断され、午後1時43分に黒煙をあげつつ沈没した。戦史叢書の沈没時刻は午後2時24分。アメリカ軍記録による沈没地点北緯07度45分 東経151度20分 / 北緯7.750度 東経151.333度。「香取」も撃沈され、「香取」から3隻の救命艇（「赤城丸」の生存者含む）が脱出し、海面には「舞風」と「香取」の乗員が多数漂流したが、アメリカ軍機の執拗な銃撃によりこれらは全滅したとアメリカ軍が記録している。このため「舞風」、「香取」と同艦に救助された「赤城丸」の生存者は1人もいなかった。
磯久研磨第4駆逐隊司令、萩尾力艦長以下240名全員が戦死した。「野分」は単艦で西方に退避。サイパンに脱出したのち「山雲」と合流、輸送船団を護衛して横須賀に帰投した。
3月31日、「舞風」はトラック空襲で沈んだ各艦（阿賀野、那珂、香取、太刀風、追風、文月）等と共に帝国艦艇籍から除籍された。
また不知火型駆逐艦から除籍。

## 歴代艦長
艤装員長
1. 中杉清治 中佐：1941年4月10日[7] - 1941年7月15日[10]

駆逐艦長
1. 中杉清治 中佐：1941年7月15日[10] - 1943年6月22日[79]
2. 萩尾力 中佐：1943年6月22日[79] - 1944年2月17日 戦死、同日付任海軍大佐[117]